# Šola za častnike vojnih enot Slovenske vojske
Šola za častnike vojnih enot Slovenske vojske (kratica: ŠČVE) je bivša vojaško-šolska ustanova Slovenske vojske, ki je skrbela za izobraževanje častniškega kadra vojnih vojaških enot Slovenske vojske; šola je delovala v sklopu Centra vojaških šol Slovenske vojske.

## Zgodovina
13. decembra 1993 se je začelo usposabljanje prve generacije vojnih častnikov, ki se je končalo 14. aprila 1994.

## Poveljstvo
Načelniki
- polkovnik Bojan Končan (2002)
- polkovnik Radovan Lukman
- podpolkovnik Vasilije Maraš
- polkovnik Andrej Osterman